# Gold Dagger
Il Gold Dagger Award è un premio letterario assegnato annualmente dalla Crime Writers' Association (Associazione degli Scrittori di Romanzi Gialli), per il miglior romanzo giallo dell'anno.
Nel corso degli anni ha cambiato più volte denominazione. Per i primi cinque anni, è stato conosciuto come Crossed Red Herring Award. Dal 1995 al 2002, sponsorizzato dalla Macallan, è stato chiamato Macallan Gold Dagger. A partire dal 2006, con la nuova sponsorizzazione della Banca Duncan Lawrie, è stato ufficialmente rinominato in Duncan Lawrie Dagger ed è diventato, con un premio di £20.000, il premio più importante in termini monetari della letteratura gialla.
Dal 2009 è ritornata la vecchia denominazione Gold Dagger.
Dal 1969 al 2005 è stato assegnato anche un secondo premio, il Silver Dagger Award.

## Vincitori

### Anni 1955-1959
1955
- Crossed Red Herring Award: Winston Graham, The Little Walls

1956
- Crossed Red Herring Award: Edward Grierson, Il secondo uomo (The Second Man)

1957
- Crossed Red Herring Award: Julian Symons, Un quadrato di seta nera (The Colour of Murder)

1958
- Crossed Red Herring Award: Margot Bennett, Qualcuno del passato (Someone from the Past)

1959
- Crossed Red Herring Award: Eric Ambler, Armi ai ribelli (Passage of Arms)

### Anni 1960-1969
1960
- Gold Dagger: Lionel Davidson, Avventura a Praga (The Night of Wenceslas)

1961
- Gold Dagger: Mary Kelly, The Spoilt Kill

1962
- Gold Dagger: Joan Fleming, When I Grow Rich

1963
- Gold Dagger: John le Carré, La spia che venne dal freddo (The Spy Who Came in From the Cold)

1964
- Gold Dagger: H. R. F. Keating, The Perfect Murder

1965
- Gold Dagger: Ross Macdonald, Il vespaio (The Far Side of the Dollar)

1966
- Gold Dagger: Lionel Davidson, La luce di Sion (A Long Way to Shiloh)

1967
- Gold Dagger: Emma Lathen, Il delitto venne amando (Murder Against the Grain)

1968
- Gold Dagger: Peter Dickinson, Skin Deep

1969
- Gold Dagger: Peter Dickinson, A Pride of Heroes
- Silver Dagger: Francis Clifford, Another Way of Dying

### Anni 1970-1979
1970
- Gold Dagger: Joan Fleming, Young Man I Think You're Dying
- Silver Dagger: Anthony Price, The Labyrinth Makers

1971
- Gold Dagger: James McClure, Porcellino a vapore (The Steam Pig)
- Silver Dagger: P. D. James, Scuola per infermiere (Shroud for A Nightingale)

1972
- Gold Dagger: Eric Ambler, Il levantino (The Levanter)
- Silver Dagger: Victor Canning, Intrigo di famiglia (The Rainbird Pattern)

1973
- Gold Dagger: Robert Littell, L'inutile gioco (The Defection of A.J. Lewinter)
- Silver Dagger: Gwendoline Butler, A Coffin for Pandora

1974
- Gold Dagger: Anthony Price, Other Paths to Glory
- Silver Dagger: Francis Clifford, Sulla pelle di lui (The Grosvenor Square Goodbye)

1975
- Gold Dagger: Nicholas Meyer, La soluzione sette per cento (The Seven per cent Solution)
- Silver Dagger: P. D. James, La torre nera (The Black Tower)

1976
- Gold Dagger: Ruth Rendell, Paura di uccidere (A Demon in My View)
- Silver Dagger: James McClure, Rogue Eagle

1977
- Gold Dagger: John le Carré, L'onorevole scolaro (The Honourable Schoolboy)
- Silver Dagger: William McIlvanney, Laidlaw - Indagine a Glasgow (Laidlaw)

1978
- Gold Dagger: Lionel Davidson, The Chelsea Murders
- Silver Dagger: Peter Lovesey, La statua di cera (Waxwork)

1979
- Gold Dagger: Dick Francis, Criniere al vento (Whip Hand)
- Silver Dagger: Colin Dexter, Delitti nella cattedrale (Service of All the Dead)

### Anni 1980-1989
1980
- Gold Dagger: H. R. F. Keating, The Murder of the Maharaja
- Silver Dagger: Ellis Peters, Il cappuccio del monaco (Monk's Hood)

1981
- Gold Dagger: Martin Cruz Smith, Gorky Park (Gorky Park)
- Silver Dagger: Colin Dexter, I morti di Jericho (The Dead of Jericho)

1982
- Gold Dagger: Peter Lovesey, Il falso ispettore (The False Inspector Dew)
- Silver Dagger: S. T. Haymon, Omicidio rituale (Ritual Murder)

1983
- Gold Dagger: John Hutton, Accidental Crimes
- Silver Dagger: William McIlvanney, Le carte di Tony Veitch (The Papers of Tony Veitch)

1984
- Gold Dagger: B. M. Gill, Il dodicesimo giurato (The Twelfth Juror)
- Silver Dagger: Ruth Rendell, L'albero delle mani (The Tree of Hands)

1985
- Gold Dagger: Paula Gosling, Monkey Puzzle
- Silver Dagger: Dorothy Simpson, Last Seen Alive
  - Andrew Taylor, Our Father's Lies
  - Jill Paton Walsh, A Piece of Justice

1986
- Gold Dagger: Ruth Rendell, Carne viva (Live Flesh)
- Silver Dagger: P. D. James, Un gusto per la morte (A Taste for Death)

1987
- Gold Dagger: Barbara Vine, La casa della lunga estate (A Fatal Inversion)
- Silver Dagger: Scott Turow, Presunto innocente (Presumed Innocent)
  - Liza Cody, Sotto contratto (Under Contract)

1988
- Gold Dagger: Michael Dibdin, Nido di topi (Ratking)
- Silver Dagger: Sara Paretsky, In fondo alla palude (Blood Shot)

1989
- Gold Dagger: Colin Dexter, Questione di metodo (The Wench is Dead)
- Silver Dagger: Desmond Lowden, The Shadow Run

### Anni 1990-1999
1990
- Gold Dagger: Reginald Hill, Ossa e silenzio (Bones and Silence)
- Silver Dagger: Mike Philips, The Late Candidate
  - John Harvey, Ladri a Nottingham (Rough Treatment)

1991
- Gold Dagger: Barbara Vine, Il tappeto di Re Salomone (King Solomon's Carpet)
- Silver Dagger: Frances Fyfield, Sonno profondo (Deep Sleep)
  - Janet Neele, Death of a Partner
  - Michael Dibdin, Turpi inganni (Dirty Tricks)

1992
- Gold Dagger: Colin Dexter, La strada nel bosco (The Way Through the Woods)
- Silver Dagger: Liza Cody, Bucket Nut

1993
- Gold Dagger: Patricia Cornwell, Insolito e crudele (Cruel and Unusual)
- Silver Dagger: Sarah Dunant, Fatlands
  - Robert Richardson, The Hand of Strange Children
  - Janet Neele, Death Among the Dons

1994
- Gold Dagger: Minette Walters, Il segreto di Cedar House (The Scold's Bridle)
- Silver Dagger: Peter Høeg, Il senso di Smilla per la neve (Froken Smillas fornemmelse for sne)
  - Val McDermid, Crack Down
  - Sara Paretsky, Una luce in fondo all'abisso (Tunnel Vision)[1]

1995
- Gold Dagger: Val McDermid, Il canto delle sirene (The Mermaids Singing)
- Silver Dagger: Peter Lovesey, La chiamata (The Summons)
  - Elizabeth Ironside, A Very private Enterprise
  - Minette Walters, La stanza al buio (The Dark Room)

1996
- Gold Dagger: Ben Elton, Popcorn (Popcorn)
- Silver Dagger: Peter Lovesey, Il signore dell'enigma (Bloodhounds)
  - Jessica Mann, A Private enquiry

1997
- Gold Dagger: Ian Rankin, Morte grezza (Black and Blue)
- Silver Dagger: Janet Evanovich, Tre e sei morto (Three to Get Deadly)
  - Frank Lean, The Reluctant Investigator

1998
- Gold Dagger: James Lee Burke, Sunset Limited (Sunset Limited)
- Silver Dagger: Nicholas Blincoe, Tacchi alti (Manchester Slingback)
  - Michael Dibdin, Vendetta d'annata (A Long Finish)
  - Geoffrey Archer, Fire Hawk
  - Reginald Hill, La collina di Beulah (On Beulah Height)
  - George Pelecanos, King Suckerman (King Suckerman)

1999
- Gold Dagger: Robert Wilson, Una piccola morte a Lisbona (A Small Death in Lisbon)
- Silver Dagger: Adrian Mathews, Vienna Blood
  - Val McDermid, L'esecuzione (A Place of Execution)
  - Ian Rankin, Anime morte (Dead Souls)
  - Michael Connelly, Il ragno (Angels Flight)
  - Denise Danks, Phreak
  - Frances Fyfield, Staring at the Light

### Anni 2000-2009
2000
- Gold Dagger: Jonathan Lethem, Brooklyn senza madre (Motherless Brooklyn)
- Silver Dagger: Donna Leon, Friends In High Places
  - James Lee Burke, Il mio nome è Mae Robicheaux (Purple Cane Road)
  - Elliot Pattison, Il mantra del reato (The Skull Mantra)
  - Lucy Wadham, Lost
  - Martin Cruz Smith, Havana (Havana Bay)

2001
- Gold Dagger: Henning Mankell, La falsa pista (Sidetracked)
- Silver Dagger: Giles Blunt, Quaranta modi per dire dolore (Forty Words for Sorrow)
  - Stephen Booth, Dancing with the Virgins
  - Denise Danks, Baby Love
  - George Pelecanos, Strade di sangue (Right as Rain)
  - Scott Phillips, Natale a luci rosse (The Ice Harvest)

2002
- Gold Dagger: José Carlos Somoza, La caverna delle idee (The Athenian Murders)
- Silver Dagger: James Crumley, La terra della menzogna (The Final Country)
  - Mark Billingham, Il persuasore (Scaredy Cat)
  - James Lee Burke, La ballata di Jolie Blon (Jolie Blon's Bounce)
  - Michael Connelly, La città delle ossa (City of Bones)
  - Minette Walters, Acid Row

2003
- Gold Dagger: Minette Walters, Caccia alla volpe (Fox Evil)
- Silver Dagger: Morag Joss, Half Broken Things
  - Boris Akunin, La regina d'inverno (Azazel)
  - Robert Littell, The Company
  - Carlo Lucarelli, Almost Blue
  - Robert Wilson, L'uomo di Siviglia (The Blind Man of Seville)

2004
- Gold Dagger: Sara Paretsky, Blacklist
- Silver Dagger: John Harvey, Sangue del mio sangue (Flesh and Blood)
  - Mo Hayder, Le notti di Tokyo (Tokyo)
  - Val McDermid, The Torment of Others
  - James W. Nichol, Midnight Cab
  - Laura Wilson, The Lover

2005
- Gold Dagger: Arnaldur Indriðason, La signora in verde (Silence of the Grave)
- Silver Dagger: Barbara Nadel, Deadly Web
  - Karin Fossum, Amatissima Poona (Elskede Poona)
  - Friedrich Glauser, Il regno di Matto (In Matto's Realm)
  - Carl Hiaasen, Una donna di troppo (Skinny Dip)
  - Fred Vargas, L'uomo a rovescio (L'homme à l'envers)

2006
- Duncan Lawrie Dagger: Ann Cleeves, La maledizione del corvo nero (Raven Black)
  - Simon Beckett, La chimica della morte (The Chemistry of Death)
  - Thomas H. Cook, Foglie rosse (Red Leaves)
  - Frances Fyfield, Safer Than Houses
  - Bill James, Wolves of Memory
  - Laura Wilson, A Thousand Lies

2007
- Duncan Lawrie Dagger: Peter Temple, La carità uccide (The Broken Shore)
  - Giles Blunt, The Fields of Grief
  - James Lee Burke, Prima che l'uragano arrivi (Pegasus Descending)
  - Gillian Flynn, Sulla pelle (Sharp Objects)
  - Craig Russell, Il moralista (Brother Grimm)
  - C. J. Sansom, Il segreto della Torre di Londra (Sovereign)

2008
- Duncan Lawrie Dagger: Frances Fyfield, Blood from Stone
  - James Lee Burke, L'urlo del vento (The Tin Roof Blowdown)
  - Colin Cotterill, Intrigo a Oriente (Coroner's Lunch)
  - Steve Hamilton, Night Work
  - Laura Lippman, I morti lo sanno (What the Dead Know)
  - R. N. Morris, A Vengeful Longing

2009
- Gold Dagger: William Brodrick, A Whispered Name
  - Kate Atkinson, When Will There Be Good News?
  - Mark Billingham, In the Dark
  - Lawrence Block, Hit and Run
  - M. R. Hall, La coroner (The Coroner)
  - Gene Kerrigan, Dark Times in the City

### Anni 2010-2019
2010
- Gold Dagger: Belinda Bauer, Blacklands (Blacklands)
  - S. J. Bolton, Raccolto di sangue (Blood Harvest)
  - Karen Campbell, Shadowplay
  - George Pelecanos, La strada di casa (The Way Home)

2011
- Gold Dagger: Tom Franklin, L'avvoltoio (Crooked Letter, Crooked Letter)
  - Steve Hamilton, Combinazione mortale (The Lock Artist)
  - A. D. Miller, L'amante russa (Snowdrops)
  - Denise Mina, The End of the Wasp Season

2012
- Gold Dagger: Gene Kerrigan, The Rage
  - N. J. Cooper, Vengeance in Mind
  - M. R. Hall, The Flight
  - Chris Womersley, Bereft

2013
- Gold Dagger: Mick Herron, In bocca al lupo (Dead Lions)
  - Belinda Bauer, Rubbernecker
  - Lauren Beukes, The Shining Girls
  - Becky Masterman, La luce che muore (Rage Against the Dying)

2014
- Gold Dagger: Wiley Cash, This Dark Road to Mercy
  - Paula Daly, L'amica pericolosa  (Keep Your Friends Close)
  - Paul Mendelson, The First Rule of Survival
  - Louise Penny, How the Light Gets In

2015
- Gold Dagger: Michael Robotham, Life or Death
  - Belinda Bauer, The Shut Eye
  - James Carlos Blake, The Rules of Wolfe
  - Robert Galbraith, Il baco da seta (The Silkworm)
  - Sam Hawken, Missing
  - Stephen King, Mr. Mercedes (Mr. Mercedes)
  - Attica Locke, Pleasantville

2016
- Gold Dagger: Bill Beverly, Dodgers
  - Christopher Brookmyre, Black Widow
  - Mick Herron, Real Tigers
  - Denise Mina, Blood Salt Water

2017
- Gold Dagger: Jane Harper, Chi è senza peccato (The Dry)
  - Belinda Bauer, The Beautiful Dead
  - Ray Celestin, Dead Man's Blues
  - Mick Herron, Spook Street
  - Derek B. Miller, La ragazza in verde (The Girl in Green)
  - Abir Mukherjee, L'uomo di Calcutta (A Rising Man)

2018
- Gold Dagger: Steve Cavanagh, The Liar
  - Mick Herron, London Rules
  - Dennis Lehane, Ogni nostra caduta (Since We Fell)
  - Attica Locke, Bluebird, Bluebird
  - Abir Mukherjee, Un male necessario (A Necessary Evil)
  - Emma Viskic, Resurrection Bay

2019
- Gold Dagger: M. W. Craven, The Puppet Show
  - Claire Askew, All the Hidden Truths
  - Christobel Kent, What We Did
  - Donna Leon, Unto Us a Son is Given
  - Derek B. Miller, American by Day
  - Benjamin Wood, A Station on the Path to Somewhere Better

### Anni 2020-2029
2020
- Gold Dagger: Michael Robotham, Brava ragazza, cattiva ragazza (Good Girl, Bad Girl)
  - Claire Askew, What You Pay For
  - Lou Berney, November Road (November Road)
  - John Fairfax, Forced Confessions
  - Mick Herron, Joe Country
  - Abir Mukherjee, Death in the East

2021
- Gold Dagger: Chris Whitaker, I confini del cielo (We Begin at the End)[2]
  - Thomas Mullen, Midnight Atlanta
  - Elly Griffiths, The Postscript Murders
  - Robert Galbraith, Sangue inquieto (Troubled Blood)
  - Nicci French, Tabitha Hardy si difende da sola (House of Correction)
  - Ben Creed, City of Ghosts
  - S. A. Cosby, Deserto d’asfalto (Blacktop Wasteland)

2022
- Gold Dagger: Ray Celestin, Sunset Swing[3]
  - Jacqueline Bublitz, Before You Knew My Name
  - S. A. Cosby, Razorblade Tears
  - John Hart, The Unwilling
  - Abir Mukherjee, The Shadows of Men
  - William Shaw, The Trawlerman

2023
- Gold Dagger: George Dawes Green, The Kingdoms of Savannah[4]
  - Vaseem Khan, The Lost Man of Bombay
  - Simon Mason, A Killing in November
  - Anna Mazzola, The Clockwork Girl
  - W.C. Ryan, The Winter Guest
  - Simon Van der Velde, The Silent Brother

2024
- Gold Dagger: Una Mannion, Tell Me What I Am[5]
  - Maz Evans, Over My Dead Body
  - Mick Herron, The Secret Hours
  - Dennis Lehane, Piccoli atti di misericordia (Small Mercies)
  - Nilanjana Roy, Black River
  - Jesse Q. Sutanto, Vera Wong’s Unsolicited Advice for Murderers

2025
- Gold Dagger: Anna Mazzola, Il libro dei segreti (The Book of Secrets)[6]
  - D. V. Bishop, A Divine Fury
  - Roger Jon Ellory, The Bell Tower
  - Tana French, Il cacciatore (The Hunter)
  - Attica Locke, Guide Me Home
  - Bonnie Burke-Patel, I Died at Fallow Hall